# По жицата
„По жицата“ е българска телевизионна новела по едноименния разказ на Йордан Йовков от 1970 година по сценарий Веселин Иванов. Режисьор е Веселин Младенов, а оператор Алеко Драганов. Участват Стоян Гъдев, Дамян Антонов и Лора Кремен.